# Bulgarian Air Charter
|  | Denne artikel omhandler flyselskabet Bulgarian Air Charter. Se også Bulgaria Air. |
Bulgarian Air Charter er et flyselskab fra Bulgarien. Selskabet har hub og hovedkontor på Sofia Lufthavn i den bulgarske hovedstad Sofia. Bulgarian Air Charter blev etableret i 2000.
Selskabet opererede i november 2011 charterflyvninger til over 40 destinationer.

## Historie
Selskabet blev grundlagt i juni 2000 og startede de første flyvninger den 14. december samme år. Aviation Service Group er eneejer af Bulgarian Air Charter. Flyselskabet har udelukkende fløjet charterflyvninger, primært fra de to lufthavne ved Sortehavet, Burgas og Varna, samt fra Plovdiv Lufthavn om vinteren.
Bulgarian Air Charter havde i sommeren 2011 omkring 260 ansatte, hvor af de 120 var piloter.

## Flyflåde
Pr. oktober 2011 består flåden i Bulgarian Air Charter af ni fly med en gennemsnitlig alder på 22,6 år.
- 8 McDonnell Douglas MD-82
- 1 McDonnell-Douglas MD-83